# Cenzr
Cenzr je karetní hra, která se hraje s klasickými mariášovými kartami. Je podobná hrám bulka, jass darda nebo mariáši ve čtyřech, ale má svá specifická pravidla, která jsou popsána níže v článku a tím jí odlišují od ostatních her. Samotný název „cenzr“ pochází z německého slova Zensern, což je narážka na francouzskou číslovku 500 (cinq cents), jelikož v původní variantě hra končila dosažením 501. bodu.

## Historie a současnost karetní hry cenzr
Původ hry cenzr pro 2 hráče pochází ze Švýcarska, patří do skupiny karetních her jass, z které vychází desítka dalších variant, které se vyvíjely v každé zemi jinak.
Hra, především turnajová varianta volený cenzr pro 4 hráče, která patří v Čechách k nejhranější variantě, byla vytvořena a založena v červenci roku 1991. Základy pravidel voleného cenzru vytvořil a sepsal Milan Šrejber. První hra voleného cenzru pro čtyři hráče se odehrála v šatně tenisového stadionu Štvanice při profesionálním turnaji Czechoslovak Open v červenci roku 1991. První hru odehrála čtveřice ve složení Milan Šrejber, Vladislav Šavrda (bývalý kapitán Davis Cupového týmu ČSR), Vojtěch Flégl a Karel Nováček. Turnaje se hrají pravidelně po pražských tenisových klubech. V pravidlech nedošlo od založení k žádným změnám.
Při turnajích se používá k zápisu buď standardně „tužka a papír“, či je používán počítačový program Matrimony. Nejedná se jen o lokální zábavu, karetní hra cenzr je rozšířena i v zahraničí, především díky bývalým tenisovým profesionálům Goranu Prpičovi (Chorvatsko) a Menno Oostingovi (Nizozemí). V Řecku či Bulharsku je tato hra známa pod názvem Burlot. Mezi věrné hráče patří i veřejně známé osoby jako Milan Šrejber, Ladislav Vízek, Karel Nováček, Vojtěch Flégl, David Škoch či Petr Pála.

## Všeobecná pravidla společná pro všechny varianty hry cenzr
1. Hraje se s 32 kartami (tzv. mariášové karty), 8 karet po 4 barvách. Karty jsou eso, král, svršek, spodek, 10, 9, 8, 7 každá v barvách červené, zelené, kule a žaludy.
2. Rozdává, licituje a hraje se vždy po směru hodinových ručiček
3. Rozhodující faktor pro výsledek hry je počet bodů nashromážděný každým hráčem v jeho zdvizích (neboli štyších). Za tím účelem jsou standardně obodovány všechny karty, hlášky a poslední štych.

### Bodové hodnoty karet
Netrumfové barvy
- eso – 11 bodů
- desítka – 10 bodů
- král – 4 body
- svršek – 3 body
- spodek – 2 body

Trumfová barva
- spodek – 20 bodů
- devítka – 14 bodů
- eso – 11 bodů
- desítka – 10 bodů
- král – 4 body
- svršek – 3 body

### Bodové hodnoty hlášek a posledního štychu
- Darda – 20 bodů – darda jsou 3 karty stejné barvy jdoucí v pořadí bez přerušení za sebou v ruce hráče před prvním výnosem
- Padesát (kvarta) – 50 bodů – padesát jsou 4 karty stejné barvy za sebou
- Sto – 100 bodů – sto je 5 a více karet stejné barvy za sebou
- Bela – 20 bodů – bela je král a svršek trumfové barvy v ruce hráče před prvním výnosem.
- Figura – 100 bodů – figura je 4 esa, 4 králové , 4 svršci či 4 desítky v ruce hráče před prvním výnosem (figura není, když hráč má 4x 9, 8, 7)
- Čtyři spodci 200 bodů – čtyři spodci jsou 4 spodci v ruce hráče před prvním výnosem
- Poslední štych je 10 bodů.

### Všeobecná pravidla pro hlášení hlášek
1. Bela se hlásí po ukončení hry až při sčítání bodů.
2. Darda, padesát, figura a 4 spodci se hlásí vždy před a nebo při prvním vhození karty hlásícího hráče, ne však dříve než vhodil kartu předchozí hráč. Pokud by hráč hlásil hlášku dříve – hláška platí, ale je to neetické. Pokud by hráč hlásil hlášku později pak je hláška neplatná.
3. Více hlášek:
3.1 Bela platí vždy (tzn. na její platnost nemá žádný vliv existence ostatních hlášek) a soupeři ji nemohou nijak zrušit. Je naprosto jen na libovůli hráče, jenž ji hlásí, jestli si ji po skončení hry započítá nebo ne.
3.2 Ostatní hlášky (darda ,padesát, sto) si mohou hráči navzájem rušit. Při rušení hlášek rozhoduje jejich velikost a kvalita. Nejvyšší hláška vždy ruší nižší hlášky. Prvotně rozhoduje kvalita hlášky. Pořadí je od nejvyšší do nejnižší:
- 4 spodci

- figura

- sto

- padesát

- darda

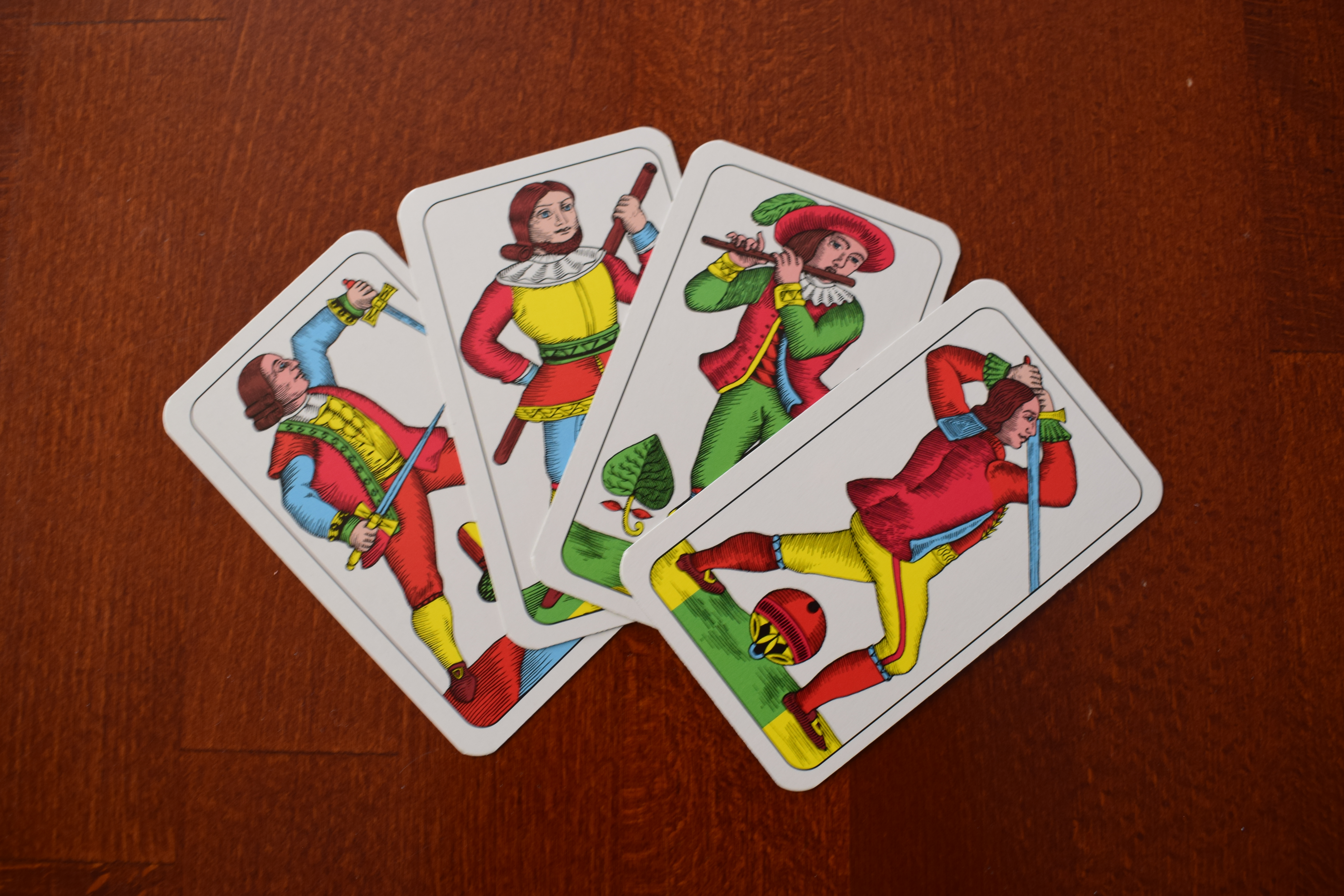
Čtyři spodci při cenzru

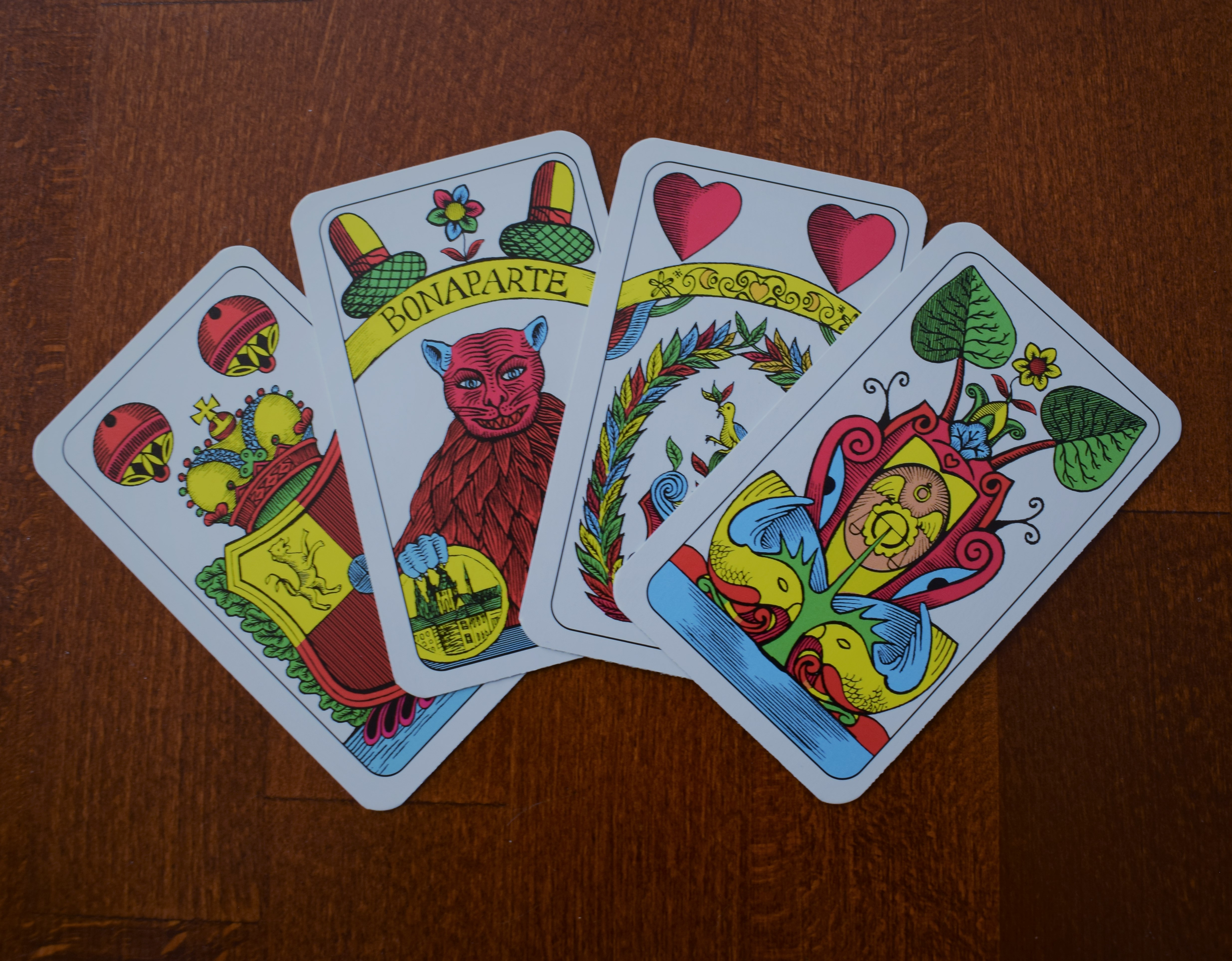
Figura při cenzru

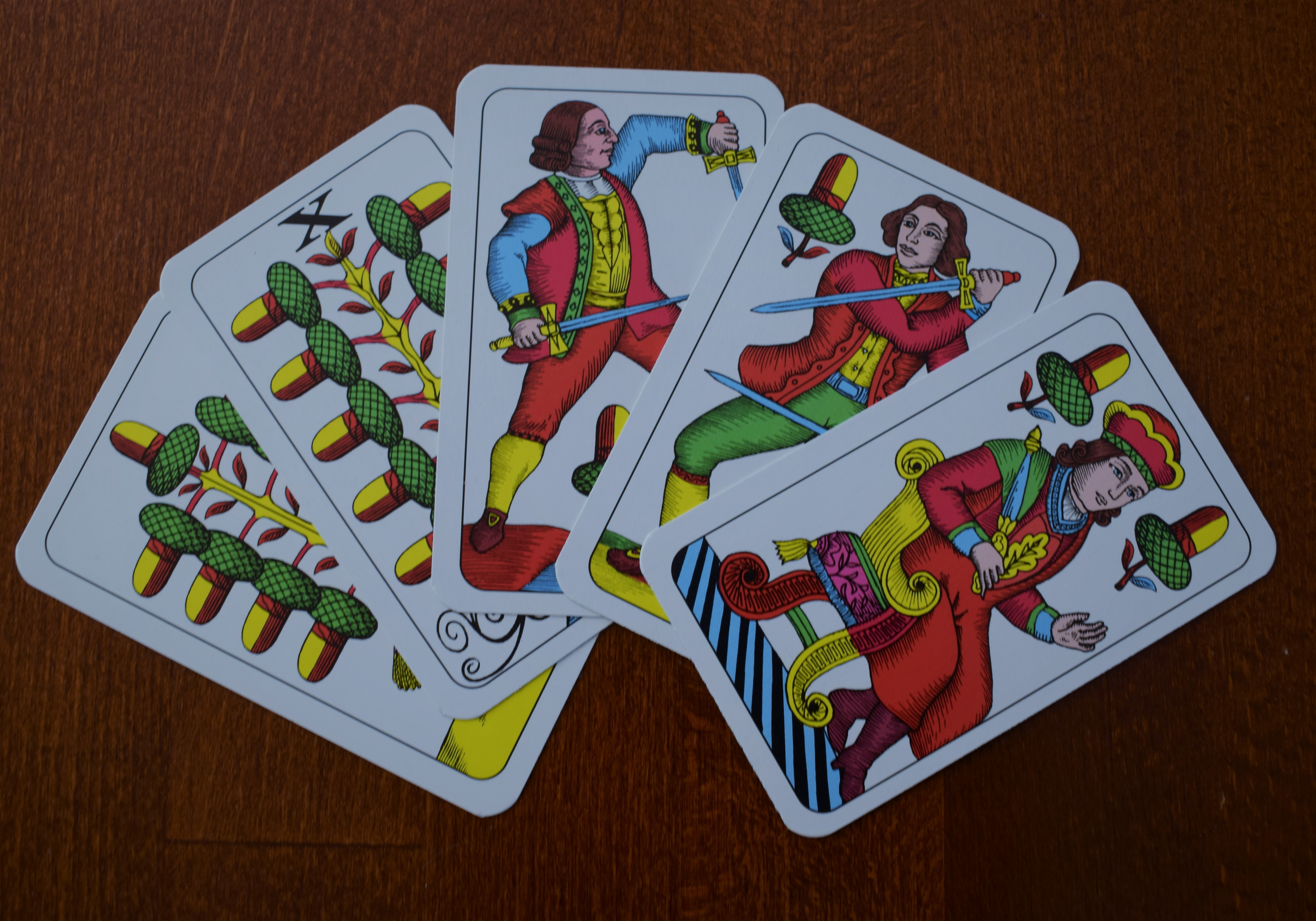
Sto při cenzru

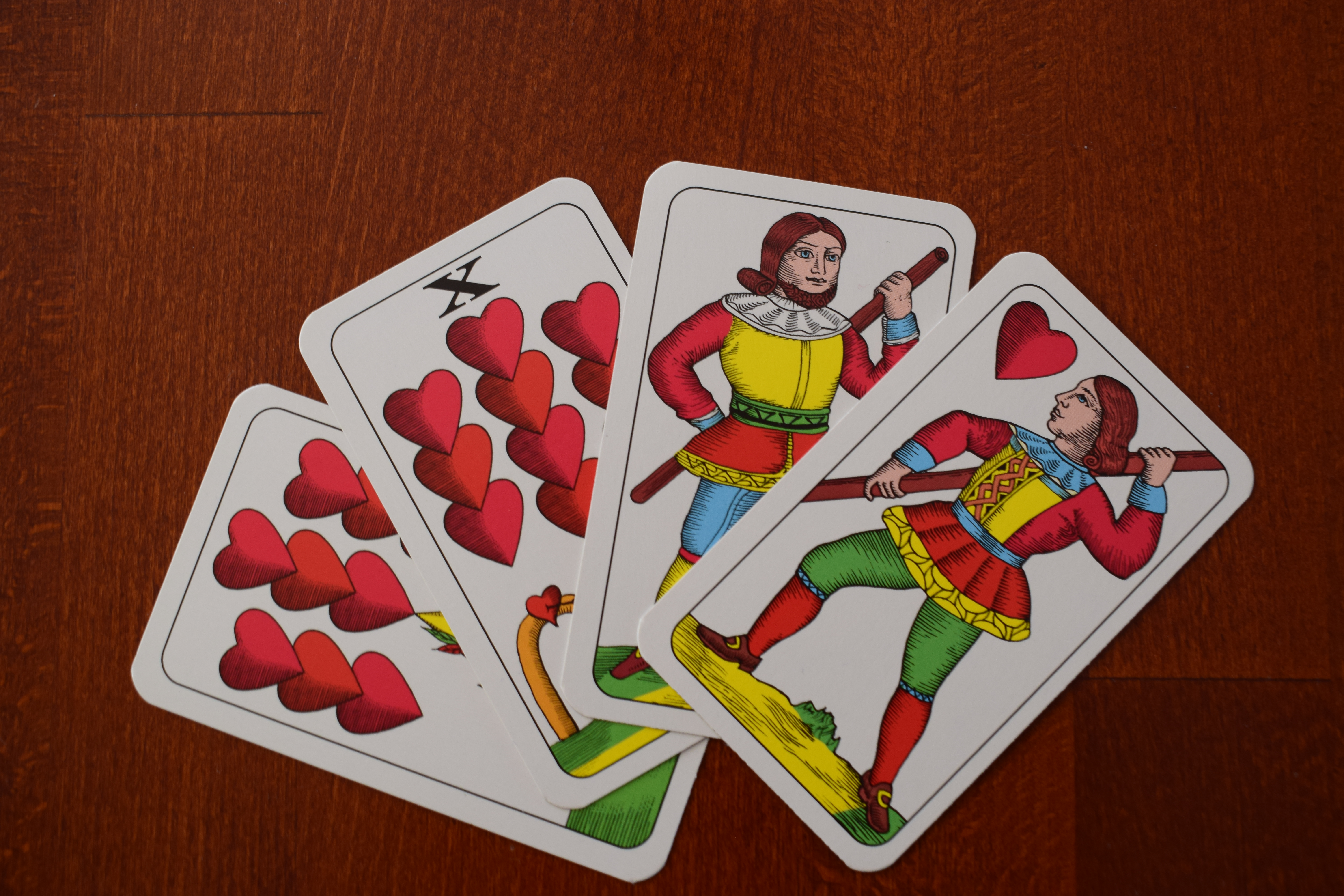
Padesát při cenzru

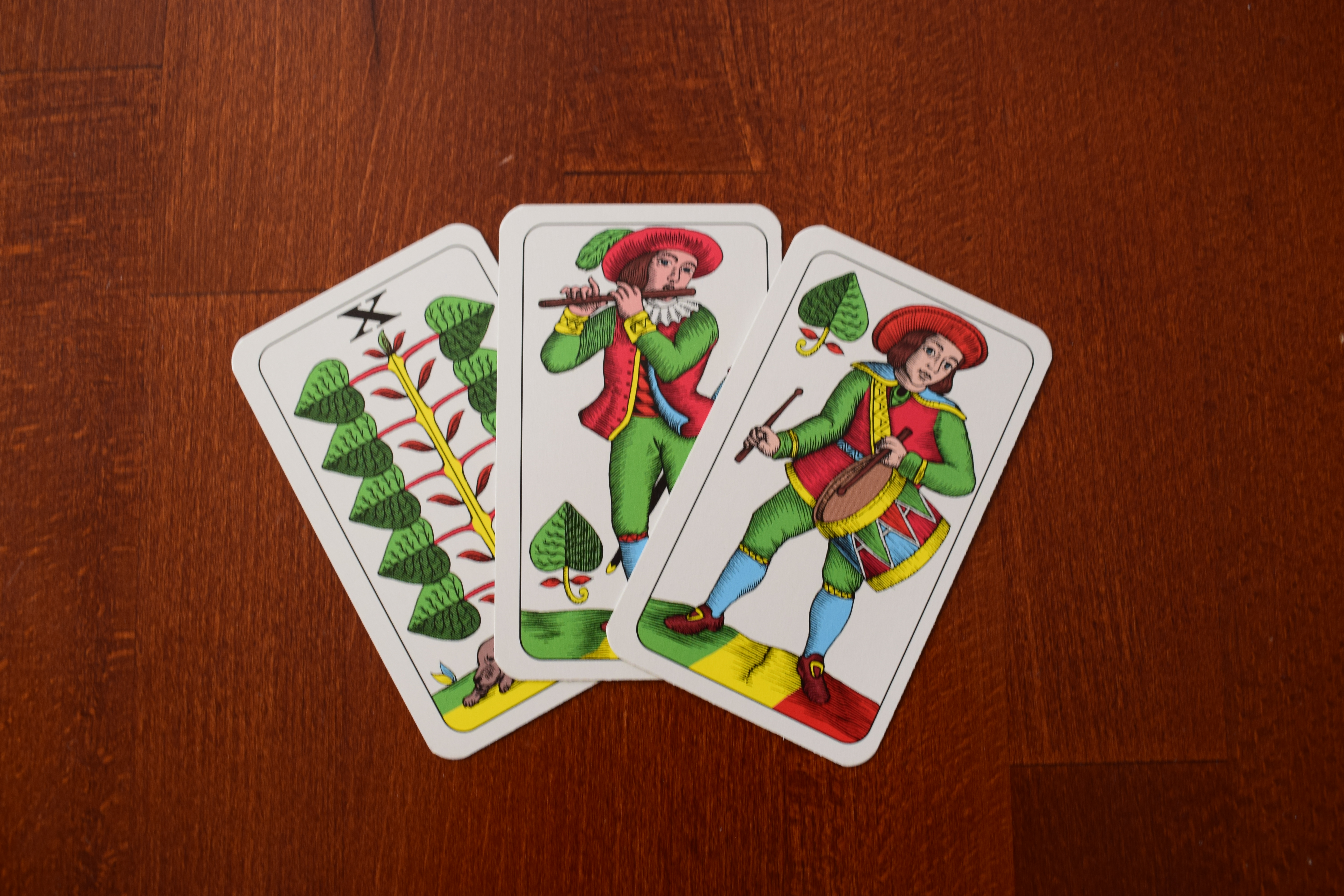
Darda při cenzru

Druhotně rozhoduje velikost hlášky tzn. pokud je kvalita stejná např. padesát, vyšší je ta hláška, která začíná vyšší kartou (např. pokud má hráč v ruce eso, král, svršek, spodek žaludů má padesát do esa žaludského). Pro účely určení velikosti hlášky je pořadí karet od nejvyšší do nejnižší vždy: eso, král, svršek, spodek, 10, 9, 8, 7.
Pokud dva a více hráčů zahlásí ostatní hlášku o stejné kvalitě i velikosti hlášky se navzájem ruší a neplatí nikomu. Pokud by ovšem některá z nich byla v trumfové barvě pak je tato nejvyšší a je platná tzn. že netrumfové hlášky se ruší.
Jednotlivý hráč si však svoje hlášky neruší, tzn. jeden hráč může platně nahlásit jednu dvě nebo i tři ostatní hlášky.
3.3 Hlášení ostatních hlášek probíhá v průběhu prvního štychu při prvním výnosu. Každý hráč, který má hlášku ve své kartě řekne v okamžiku uvedeném v bodě 2) nahlas „darda“ resp. „padesát nebo sto“. Figura a 4 spodci se hlásí rovnou i s uvedením specifikace tzn. „čtyři esa, čtyři krále, čtyři spodci“ atd. Pokud má hráč více hlášek řekne nahlas v okamžiku uvedeném v bodě 2) hlášku o nejvyšší kvalitě. Pokud je již nahlášena předchozím hráčem hláška o vyšší kvalitě, než hláška kterou má hráč v ruce, hráč nic nehlásí neboť by tato hláška už nemohla platit. Pokud má v ruce hlášku o vyšší či stejné kvalitě, pak ji hlásí způsobem uvedeným shora. Pokud je po ukončení prvního štychu nahlášeno více hlášek stejné kvality, dojde k dodatečnému hlášení velikosti hlášky ve stejném pořadí, jak hráči vynášeli. Pokud např. tři hráči zahlásili padesát, první hlásící řekne nahlas např. „padesát do svrška“, další řekne „já mám nižší“ (neboť má jen do spodka) a třetí řekne „ já mám do esa“. Platná je hláška třetího hráče a první dvě se ruší. Pokud by některý z hráčů měl hlášku stejné velikosti, řekl by „já taky do svrška“. Potom by nastaly dvě možnosti. Buď by ani jedna z hlášek stejné kvality a velikosti nebyla v trumfové barvě, pak se tyto stejné a všechny nižší hlášky ruší (tzn. neplatí nikomu) a nebo je jedna ze stejných hlášek v trumfech, pak platí tato a všechny ostatní se ruší. Při hlášení figury se tento proces zrychluje a nedochází k porovnávání velikosti figury neboť tato je známa již při prvním hlášení a tudíž po tomto hlášení už automaticky nikdo nehlásí figuru nižší.

### Základní principy hry
1. Při každém štychu každý hráč položí na stůl jednu kartu a při tom musí přiznat barvu první vynesené karty. Pokud tuto barvu nemá musí dát trumfa. Pokud nemá ani trumfa může zahrát co chce (může si tzv. odmazat, neboť v tomto případě nemůže za žádných okolností udělat štych). Hráč nemusí nikdy povinně přebíjet tzn. dát kartu vyšší i když má na výběr.
2. Hráč, který v rámci jednoho štychu (tzn. každý hráč položí na stůl přesně jednu kartu) má kartu, která přebíjí všechny ostatní tzn, je nejvyšší udělá tento štych. Tzn. vezme všechny takto odehrané karty a dá je rubem na vrch na svou hromádku štychů. Vyšší karta stejné barvy přebíjí nižší kartu.Trumf přebíjí všechny ostatní barvy.
Pořadí karet pro určení vítěze každého štychu je od nejvyšší do nejnižší (viz obrázek):
- Spodek trumf
- Devítka trumf
- Eso trumf
- Desítka trumf
- Král trumf
- Svršek trumf
- Osmička trumf
- Sedmička trumf
- Eso nesené barvy
- Desítka nesené barvy
- Král nesené barvy
- Svršek nesené barvy
- Spodek nesené barvy
- Devítka nesené barvy
- Osmička nesené barvy
- Sedmička nesené barvy

3. Hráč, který udělal štych, vždy vynáší první kartu dalšího štychu až do posledního štychu. První kartu úplně na počátku vynáší hráči podle pravidel jenž se liší pro jednotlivé modifikace a jsou popsány v detailních pravidlech každé z nich. Hráč, který udělal poslední štych má vždy 10 bodů.
4. Po skončení posledního štychu (hráči nemají v ruce již karty) si každý hráč sečte bodové hodnoty karet ve své hromádce udělaných štychů. K této hodnotě připočte bodové hodnoty svých platných hlášek, pokud je má, a posledního štychu, pokud jej udělal. Pokud měl hráč Belu, může ji připočíst a nebo nemusí. Toto rozhodnutí musí však hráč v určitém okamžiku udělat (pro každou modifikaci platí jiné detailní pravidlo). Poté, co je provedeno sčítání bodů použije se konečný bodový stav každého hráče k vyhodnocení hry podle detailních pravidel každé modifikace.

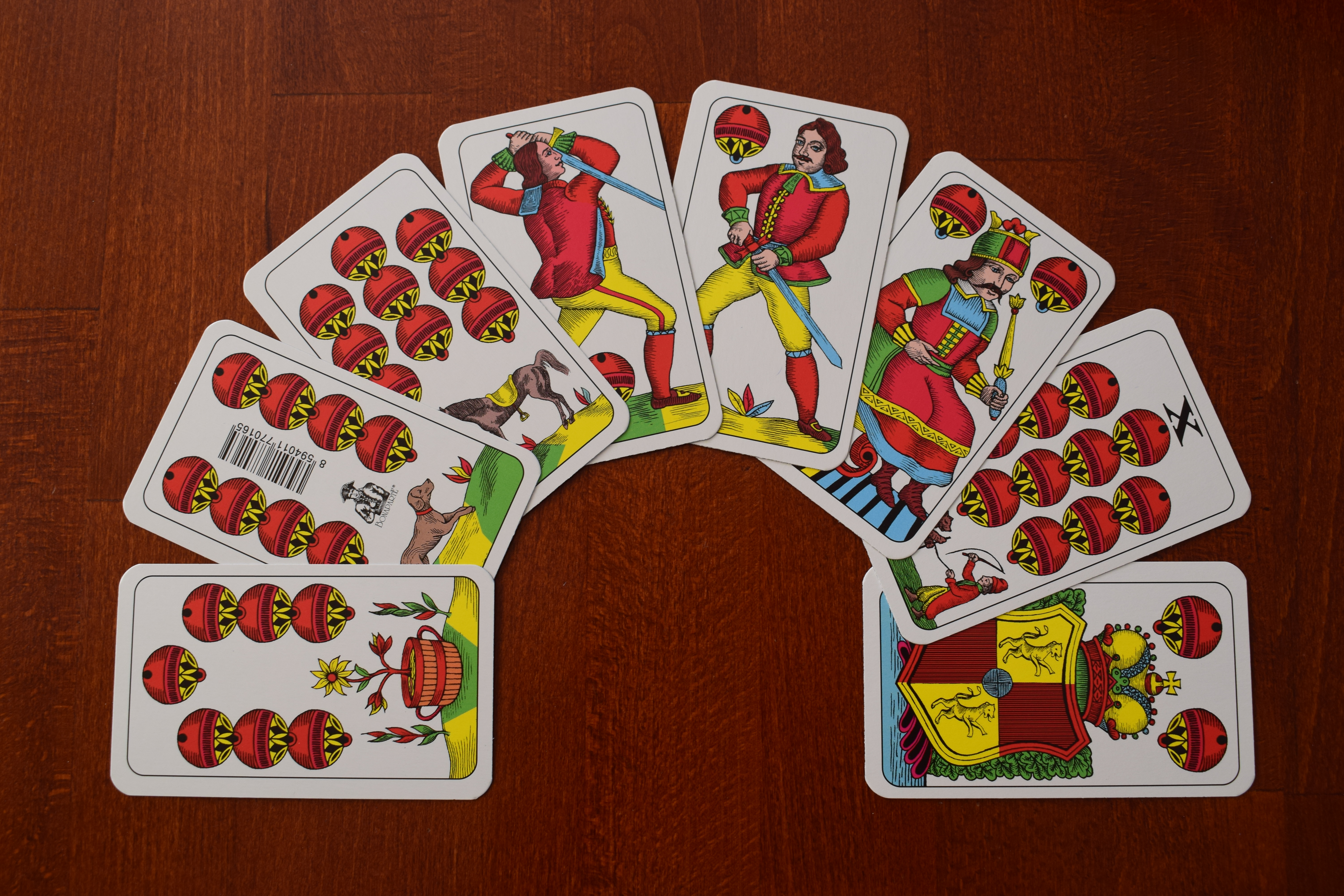
Pořadí karet v ostatních (netrumfových) barvách při cenzru

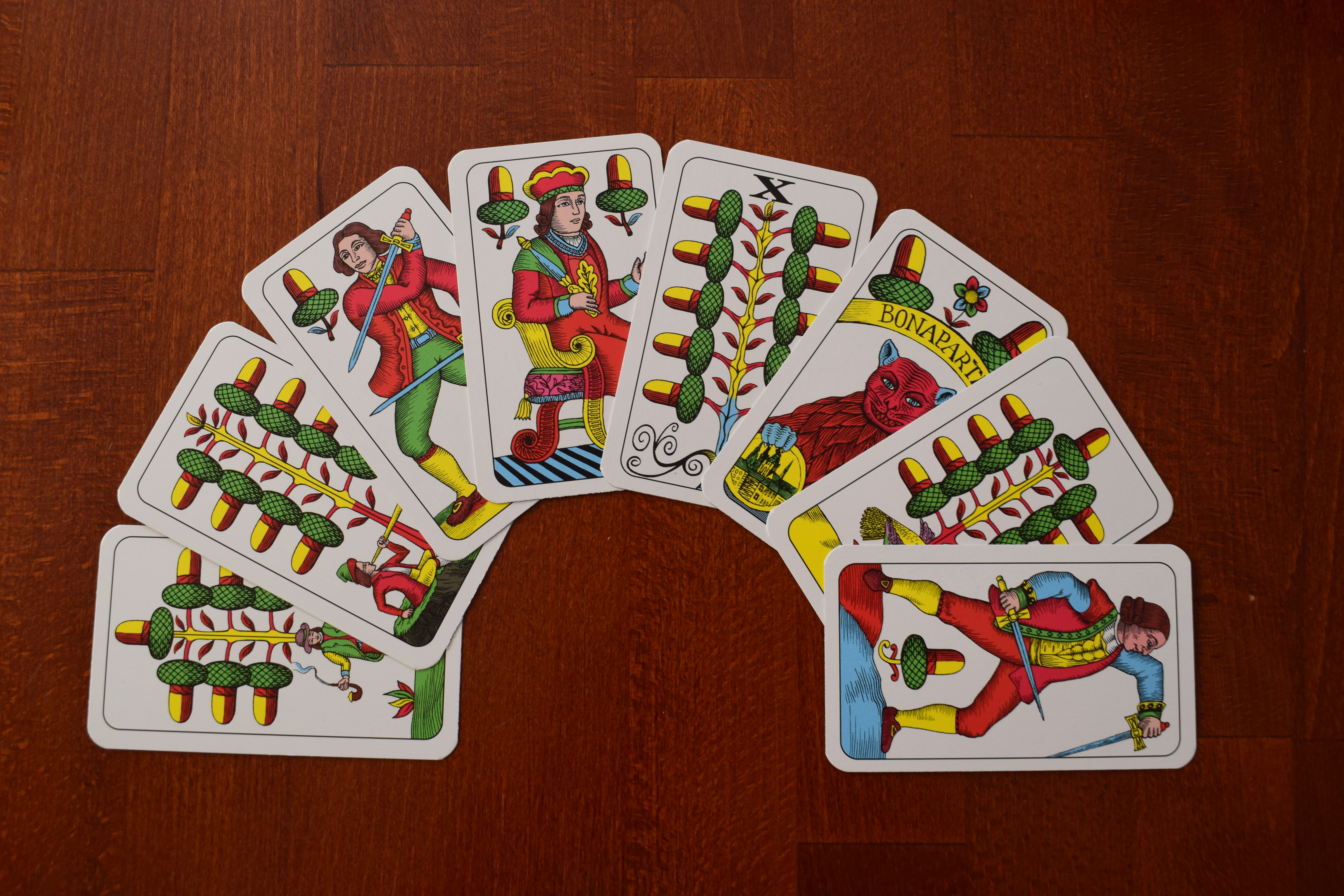
Pořadí karet v trumfech při cenzru

## Volený cenzr pro 4 hráče
Tato varianta hry patří mezi nejhranější a používá se při turnajovém hraní. Při turnajovém hraní je zapotřebí počet hráčů tak, aby byl dělitelný čtyřmi.
Možno hrát i v 5 a 6 hráčích.
1. Hru hrají 4 hrající hráči. Varianta v 5 a 6 hráčích se hraje tak, že hrají vždy 4 hráči a ostatní (1 až 2) pauzírují. Všichni se pravidelně střídají
2. Před hrou hráči sejmou každý jednu kartu. Kdo má nejvyšší rozdává první. Pokud mají dva nebo více hráčů stejnou kartu, sejmou další kartu popř. další, až do konečného rozhodnutí. Pro tento účel je pořadí od nejvyšší do nejnižší (eso,král,svršek,spodek,10,9,8,7).
3. Hráč, který rozdává, zamíchá karty, dá je sejmout hráči napravo od sebe a pak, aniž by je dále míchal či snímal rozdává. Rozdává po 4 kartách po směru hodinových ručiček. Rozdá všech 32 karet tak, že každý hrající hráč má před sebou dva balíčky karet po 4 kartách. Pokud hrají 4 hráči dostanou všichni čtyři vždy 8 karet. Pokud hraje hráčů 5 pak rozdávající nerozdá karty sobě, ale jen zbývajícím 4 hráčům každému po 8 kartách (Tuto hru pak rozdávající nehraje – tzv. pauzíruje). Pokud hraje hráčů 6, pak rozdávající nerozdá karty sobě a hráči sedícímu naproti sobě (ob 2 hráče zprava i zleva). Tento naproti sedící i rozdávající hráč pak v této hře pauzírují.
4. Hráč sedící po levé ruce rozdávajícího má právo volit trumfy tak, že si vezme první 4 karty ze stole do ruky a podle nich se může rozhodnout. Volí se tak, že hráč nahlas řekne, že hraje s určitou kartou. Např. „hraju se spodkem kulovým, devítka žaludská, s esem zeleným“ atd. Při volbě musí vždy říct jen jednu kartu. Barva této karty se tím stává trumfovou barvou pro tuto hru a všech 8 karet této barvy jsou trumfy. Volící hráč má právo pasovat. Tzn. řekne nahlas „pas“ a právo volby přechází na dalšího hráče po směru hodinových ručiček. Ten má právo volby jen pokud si předtím ze stolu nevzal více než první 4 karty. Pokud toto porušil, nebo pokud i on dobrovolně pasuje, přechází právo volby opět na dalšího hrajícího hráče. Pokud by ani jeden ze 4 hráčů platně nezavolil, hra se ruší a pokračuje se novou rozdávkou provedenou hráčem sedícím vlevo od rozdávajícího. Po platně provedené volbě si vezmou všichni hráči všech svých 8 karet a začne sehrávka. První kartu vždy vynáší hráč, který sedí první vlevo za rozdávajícím.
5. Hráč, který platně zavolil, určil touto volbou trumfy i rozložení spoluhráčů a protihráčů. Volící hráč určil, že jeho spoluhráč je ten kdo má v ruce jím zvolenou kartu. Může to být kterýkoliv ze tří ostatních hráčů, ale i on sám. (pokud je zvolená karta mezi 4 posledními kartami tzv.dokup pak je volící hráč tzv. nedobrovolný samec, pokud hráč zavolil kartu, kterou má mezi prvními 4 kartami pak je dobrovolný samec). Pokud má kartu kterýkoliv z ostatních tří hráčů pak tímto vytvořil s volícím hráčem dvojici. Pokud má volenou kartu volící hráč, pak je sám a ostatní hrají ve trojici proti němu.
Rozložení spoluhráčů je tímto určeno, ale jednotliví hráči se ho dozvídají postupně v průběhu hry, proto je zakázáno toto nahlas říkat, nebo naznačovat dokud to není jasné ze situace!
6. Hráč, který zavolil, se tím zavázal vyhrát tuto hru na body. Aby vyhrál, musí jeho dvojice, nebo on sám je-li samec dosáhnout v součtu větší počet bodů než soupeři (bodů včetně všech hlášek a bonus bodů za péro) Body se počítají podle pravidel uvedených ve všeobecné části. Pokud by ani jeden ze soupeřovy dvojice, popř. trojice, neudělal ani jeden štych nastává tzv. péro. Hráč nebo hráči kteří vyhráli takovouto hru dostávají 100 bonus bodů nad rámec ostatních bodů.
7.1. Hra dvou dvojic: Pokud má dvojice, ve které je volící hráč, víc bodů než soupeři, zapíše se každému z dvojice do zápisu tento počet bodů vynásobený dvěma. Každému ze soupeřů se pak zapíší jejich body vynásobené dvěma. Pokud má volící dvojice stejně nebo méně bodů než soupeři, nezapíše se jim nic a soupeřům pak všechny body získané, jak jimi samými, tak i volícími hráči vynásobené dvěma.
7.2. Hra samce: Pokud samec získá více bodů, než jeho tři soupeři dohromady, zapíše si tyto body vynásobené třemi. Každý ze tří soupeřů si pak zapíše jen jednonásobek bodů získaných jimi třemi dohromady. Pokud samec získá stejně nebo méně bodů, pak si nezapíše on nic a každý ze soupeřů si zapíše jednonásobek bodů získaných jimi třemi i samcem dohromady.
7.3. Hraje-li 5 nebo 6 hráčů pak ti, kteří pauzírují si nikdy nezapisují žádné body.
8. Hra poté pokračuje stejným způsobem tak, že rozdává hráč po směru hodinových ručiček.
9. Bodové zisky z jednotlivých her se každému individuálně načítají. Dosáhne-li jeden nebo více hráčů 1500 bodů nebo více, končí jedno hrací kolo. Hráčům, kteří přesáhli 1500 bodů se jejich stav snižuje na 1500 bodů rovných. Hráčům, kteří nepřesáhli 1500 bodů zůstává jejich stav.
10. Pokud skončí kolo, hra pokračuje novým kolem tak, že rozdává v první hře nového kola hráč, který sedí vlevo od hráče, který první rozdával v předcházejícím kole. Hra pak pokračuje podle stejných pravidel jak je výše uvedeno.
11. Každý hráč jednou začíná rozdávat v novém kole. Tzn.pokud hrají 4 hráči, hrají se 4 kola, pokud hraje 5 resp 6 hráčů hraje se 5 resp 6 kol. Tomuto plnému počtu odehraných kol se říká labeta. Bez souhlasu všech hráčů a nebo bez snímání není možné odehrát menší množství kol než zde uvedené. Byli by tím poškozeni někteří hráči.
12. Body získané v jednotlivých kolech se v rámci labety sečtou a podle stavu se určí pořadí.